# جااردو
جاار دو، روستایی از توابع بخش الوار گرمسیری شهرستان اندیمشک در استان خوزستان ایران است.

## جمعیت
این روستا در دهستان قیلاب قرار دارد و براساس سرشماری مرکز آمار ایران در سال ۱۳۹۵، جمعیت آن ۵۶۷نفر (۱۵۲خانوار) بوده‌است که یکی از بزرگترین و پرجمعیت ترین روستاهای این بخش است.

## موقعیت جغرافیایی
این روستا در کیلومتر ۵ جاده بیدروبه به شاهزاده احمد قرار دارد و در مسیر اصلی این جاده قرار گرفته که در واقع مهم ترین روستا از لحاظ موقعیت جغرافیایی است که بر سر سه راهی قرار دارد که از یک سمت به روستای سرچاه و دهستان منگره و از سمت دیگر به روستای سرخکان و در نهایت شاهزاده احمد میرسد از لحاظ فاصله با شهر اندیمشک چیزی حدود ۵۰ کیلومتر فاصله دارد.

## همسایگی
این روستا با روستاهای سرخکان و سرچاه همسایگی دارد

## مردم شناسی
گویش مردم روستا به لری بالاگریوه ای معروف است و اکثریت این روستا را طایفه میر تشکیل میدهد 

## امکانات
این روستا دارای مدرسه ابتدایی و راهنمایی پسرانه و دخترانه و دبیرستان پسرانه است و فاقد دبیرستان دخترونه است و همچنین دارای انشعابات آب ، برق ، گاز و تلفن خانگی است و تعدادی محدود پورت اینترنت خانگی است و دارای دکل همراه اول است و فاقد دکل ایرانسل و رایتل است. هم چنین ۴ فروشگاه سوپرمارکت بزرگ ،آرایشگاه مردانه و زنانه،قهوه سرا و خیاطی و مغازه فروشگاه لباس و لوازم متفرقه و مغازه تعمیر کولر و لوازم خانگی است و یک کافی نت که کارهای اینترنتی و تحویل بسته های بستی را بر عهده دارد.
این روستا فاقد پارک،کتابخانه،و هیچ گونه امکانات و سالن ورزشی است.

## شغل
شغل اصلی مردم روستا دامداری است که شامل پرورش گاو،گوسفند و بز است و همچنین کشاورزی که معمولا به کشت گندم و بعضا جو و کلزا در زمستان و همچنین ماش،ذرت علوفه ای و دانه ای،لوبیا فرنگی،لوبیا چشم بلبلی و برخی حبوبات،سبزیجات و صیفی جات دیگر نیز کشت میشوند.